# De schat van Mata Hari
De schat van Mata Hari is het 7e stripverhaal van De Kiekeboes. De reeks wordt getekend door striptekenaar Merho. Het album is het vervolg op Kiekeboe in Carré.

## Verhaal
In het vorige verhaal Kiekeboe in Carré kwam Kiekeboe in Amsterdam in contact met de heer Jelle Wagersma, een Mata Hari-kenner. Een zekere Linda Colinda wilde hem een schilderij van Mata Hari verkopen. Ze had het niet zelf in haar bezit, maar ze zou de schuilplaats wijzen. Na veel moeilijkheden vond Kiekeboe het schilderij, gemaakt door Antoine Pinard, achter een spiegel in Carré. Maar er waren nog kapers op de kust. Gerrit Bol en zijn domme handlanger Balthazar zaten ook achter het schilderij aan. Balthazar werd ingerekend. Gerrit Bol wist met zijn wagen te ontsnappen, maar kwam in een gracht terecht. Toen de wagen werd opgevist, was Gerrit Bol verdwenen. En dan liep er nog een geheimzinnige met een bolhoed rond, maar niemand weet wie hij is.

## Uitgavegeschiedenis
Het verhaal werd van 20 november 1978 tot en met 5 maart 1979 voorgepubliceerd in de krant Het Laatste Nieuws.